# Amata sala
Amata sala là một loài bướm đêm thuộc phân họ Arctiinae, họ Erebidae.